# Gouvernement Saracco
Royaume d'Italie
Pelloux II Zanardelli
Le gouvernement Saracco (Governo Saracco, en italien) est le gouvernement du royaume d'Italie entre le 24 juin 1900 et le 15 février 1901, durant la XXIe législature.

## Composition
Composition du gouvernement
- Gauche historique

### Président du conseil des ministres
Giuseppe Saracco